# Bogdan-Victor Grigoriu
Bogdan-Victor Grigoriu (26 august 1941 - 2013) a un fost deputat român în legislatura 1990-1992, ales în județul Suceava pe listele partidului FSN. În cadrul activității sale parlamentare, Bogdan-Victor Grigoriu a fost membru în grupurile parlamentare de prietenie cu Republica Elenă, Regatul Belgiei, Republica Coreea și Regatul Spaniei. 